# Tour de l'Avenir
Tour de l'Avenir (Fremtidens rundtur) er et fransk etapeløb på i dag 10 etaper og blev kørt for første gang i 1961 som et amatørløb. Fra 1986 til 1990 blev det kørt under navnet: Tour de la Communauté Européenne.
I dag er løbet forbeholdt ryttere under 23 år, og det regnes for et af de mest prestigefyldte landevejsløb for den aldersgruppe, da flere af de tidligere vindere grundlagde en stor karriere i dette løb, blandt dem er Felice Gimondi, Joop Zoetemelk, Greg LeMond, Miguel Indurain og Laurent Fignon, som til sammen vandt Tour de France 12 gange. På UCI’s terminsliste er Tour de l’Avenir rangeret i den højeste klasse på den kontinentale europæiske tour. Løbet kaldes ofte Ungdommens Tour de France. I 2015 blev løbet også åbnet for ryttere med kontrakt med World Tour-hold.

## Tidligere navne
| År        | Navn                                              |
| --------- | ------------------------------------------------- |
| 1961–1969 | Tour de l'Avenir                                  |
| 1970      | Grand Prix de l'Avenir (Paris - Vierzon - Thiers) |
| 1971      | Tour de l'Avenir                                  |
| 1972–1974 | Trophée Peugeot de l'Avenir                       |
| 1976–1978 | Trophée Peugeot de l'Avenir                       |
| 1979–1985 | Tour de l'Avenir                                  |
| 1986–1990 | Tour de la Communauté Européenne                  |
| 1992–     | Tour de l'Avenir                                  |

## Vindere
| År                                            | Vinder                     | Toer                   | Treer                   |        |
| --------------------------------------------- | -------------------------- | ---------------------- | ----------------------- | ------ |
| Tour de l'Avenir                              |                            |                        |                         |        |
| 1961                                          | Guido De Rosso             | Francisco Gabica       | Albert van D'Huynslager |        |
| 1962                                          | Antonio Gómez del Moral    | Mario Maino            | Jan Janssen             |        |
| 1963                                          | André Zimmermann           | Rolf Maurer            | Raymond Delisle         |        |
| 1964                                          | Felice Gimondi             | Lucien Aimar           | Ginés García Perán      |        |
| 1965                                          | Mariano Díaz               | José Manuel López      | Paul Zollinger          |        |
| 1966                                          | Mino Denti                 | Harrie Steevens        | José Gómez Lucas        |        |
| 1967                                          | Christian Robini           | Costantino Conti       | José Gómez Lucas        |        |
| 1968                                          | Jean-Pierre Boulard        | Robert Bouloux         | Jean-Pierre Parenteau   |        |
| 1969                                          | Joop Zoetemelk             | Luis Zubero            | Gösta Pettersson        |        |
| Grand Prix de l'Avenir (París-Vierzon-Thiers) |                            |                        |                         |        |
| 1970                                          | Marcel Duchemin            | Christian Palka        | Franco Balduzzi         |        |
| Tour de l'Avenir                              |                            |                        |                         |        |
| 1971                                          | Régis Ovion                | Fedor den Hertog       | Jiří Háva               |        |
| Trophée Peugeot de l'Avenir                   |                            |                        |                         |        |
| 1972                                          | Fedor den Hertog           | Iwan Schmid            | Bernard Bourreau        |        |
| 1973                                          | Gianbattista Baronchelli   | Wolfgang Steinmayr     | Bernard Bourreau        |        |
| 1974                                          | Enrique Martínez Heredia   | Wolfgang Steinmayr     | Gabriele Mirri          |        |
| 1975 ikke arrangeret                          |                            |                        |                         |        |
| 1976                                          | Sven-Åke Nilsson           | Miloš Hrazdíra         | Henk Lubberding         |        |
| 1977                                          | Eddy Schepers              | Johan van der Velde    | Roberto Visentini       |        |
| 1978                                          | Sergej Sukhorutjenkov      | Ramazan Galaletdinov   | Sergei Morosow          |        |
| Tour de l'Avenir                              |                            |                        |                         |        |
| 1979                                          | Sergej Sukhorutjenkov      | Saïd Gusseïnov         | Jostein Wilmann         |        |
| 1980                                          | Alfonso Flórez             | Sergej Sukhorutjenkov  | Juri Kaschirin          |        |
| 1981                                          | Pascal Simon               | Sergej Sukhorutjenkov  | José Patrocinio Jiménez |        |
| 1982                                          | Greg LeMond                | Robert Millar          | Cristóbal Pérez         |        |
| 1983                                          | Olaf Ludwig                | Jean-François Chaurin  | Maarten Ducrot          |        |
| 1984                                          | Charly Mottet              | Jiří Škoda             | Philippe Bouvatier      |        |
| 1985                                          | Martín Ramírez             | Éric Salomon           | Samuel Cabrera          |        |
| Tour de la Communauté Européenne              |                            |                        |                         |        |
| 1986                                          | Miguel Indurain            | Patrice Esnault        | Alexi Grewal            |        |
| 1987                                          | Marc Madiot                | Laurent Bezault        | Piotr Ugrumov           |        |
| 1988                                          | Laurent Fignon             | Gérard Rué             | Olaf Lurvik             |        |
| 1989                                          | Pascal Lino                | Laurent Bezault        | Denis Roux              |        |
| 1990                                          | Johan Bruyneel             | Martial Gayant         | Laurent Jalabert        |        |
| 1991 ikke arrangeret Tour de l'Avenir         |                            |                        |                         |        |
| 1992                                          | Hervé Garel                | Jean-Philippe Dojwa    | Bart Voskamp            |        |
| 1993                                          | Thomas Davy                | François Simon         | Bo Hamburger            |        |
| 1994                                          | Ángel Casero               | Maarten den Bakker     | Franck Bouyer           |        |
| 1995                                          | Emmanuel Magnien           | Christophe Moreau      | Laurent Roux            |        |
| 1996                                          | David Etxebarria           | Sergej Ivanov          | Glenn D'Hollander       |        |
| 1997                                          | Laurent Roux               | Kevin Livingston       | Lylian Lebreton         |        |
| 1998                                          | Christophe Rinero          | Txema del Olmo         | Thierry Loder           |        |
| 1999                                          | Unai Osa                   | David Latasa           | Floyd Landis            |        |
| 2000                                          | Iker Flores                | David Moncoutié        | Sven Montgomery         |        |
| 2001                                          | Denis Mensjov              | Florent Brard          | Sylvain Chavanel        |        |
| 2002                                          | Jevgenij Petrov            | Pierrick Fédrigo       | David Muñoz Bañón       |        |
| 2003                                          | Egoi Martínez              | Radoslav Rogina        | Samuel Dumoulin         |        |
| 2004                                          | Sylvain Calzati            | Thomas Lövkvist        | Christophe Le Mével     |        |
| 2005                                          | Lars Bak                   | Christophe Riblon      | Asan Bazajev            |        |
| 2006                                          | Moisés Dueñas              | Robert Gesink          | Tom Stubbe              |        |
| 2007                                          | Bauke Mollema              | Tony Martin            | André Steensen          |        |
| 2008                                          | Jan Bakelants              | Rui Costa              | Arnold Jeannesson       |        |
| 2009                                          | Romain Sicard              | Tejay van Garderen     | Sergej Fuchs            |        |
| 2010                                          | Nairo Quintana             | Andrew Talansky        | Jarlinson Pantano       |        |
| 2011                                          | Esteban Chaves             | David Boily            | Mattia Cattaneo         |        |
| 2012                                          | Warren Barguil             | Juan Ernesto Chamorro  | Mattia Cattaneo         |        |
| 2013                                          | Rubén Fernández            | Adam Yates             | Patrick Konrad          |        |
| 2014                                          | Miguel Ángel López         | Robert Power           | Aleksej Rybalkin        |        |
| 2015                                          | Marc Soler                 | Jack Haig              | Matvej Mamykin          |        |
| 2016                                          | David Gaudu                | Edward Ravasi          | Adrien Costa            |        |
| 2017                                          | Egan Bernal                | Bjorg Lambrecht        | Niklas Eg               |        |
| 2018                                          | Tadej Pogačar              | Thymen Arensman        | Gino Mäder              |        |
| 2019                                          | Tobias Foss                | Giovanni Aleotti       | Ilan Van Wilder         |        |
| 2020                                          | aflyst                     | aflyst                 | aflyst                  | aflyst |
| 2021                                          | Tobias Halland Johannessen | Carlos Rodríguez       | Filippo Zana            |        |
| 2022                                          | Cian Uijtdebroeks          | Johannes Staune-Mittet | Michel Heßmann          |        |
| 2023                                          | Isaac Del Toro             | Giulio Pellizzari      | Davide Piganzoli        |        |
| 2024                                          | Joseph Blackmore           | Pablo Torres           | Tijmen Graat            |        |

## Danske resultater
- Bjarne Riis vandt i alt tre etaper af løbet: 2. etape i 1989 og 7. og 9. etape i 1990.
- I 2005 udgaven blev løbet vundet af Lars Bak fra Team CSC, efter at have vundet 1. etape.